# One Day in Europe
One Day in Europe (deutsch: Ein Tag in Europa) ist ein deutsch-spanischer Episodenfilm aus dem Jahr 2005 von Hannes Stöhr. Der Kinofilm lief im Wettbewerb der Internationale Filmfestspiele Berlin 2005.

## Handlung
Der Tag des Championsleague-Finales zwischen Galatasaray Istanbul und Deportivo La Coruna: In Moskau strömen die Fans in den Farben ihrer Mannschaften ins Olympiastadion und überall in Europa versammeln sich die Fußballbegeisterten vor den Fernsehern. Währenddessen wird die englische Kunsthändlerin Kate in einem Moskauer Hinterhof überfallen. Koffer, Handy, Karten – alles weg. Ein Glück, dass die patente Rentnerin Elena zur Stelle ist und Kate zu sich in die Wohnung bittet. Keine spricht die Sprache der anderen, aber sie verstehen sich blendend. Elena begleitet Kate zur Polizeiwache, um den Diebstahl zu melden. Das allerdings ist leichter gesagt als getan. Die Polizei hat alle Hände voll zu tun, um rivalisierende Fußballfans auf dem Revier in Schach zu halten. Man spricht nur ‚little english‘, und Zeit scheint es im Überfluss zu geben. Im Moskauer Olympiastadion fällt das erste Tor für Depor, als Elena plötzlich die Initiative ergreift... kümmert sich der Berliner Student Rokko in Istanbul um die abschließende Reisefinanzierung seiner Türkei-Tour. Wozu hat man eine Versicherung? Doch der authentisch schwäbelnde Taxifahrer Celal, den Rokko nach einem vorgetäuschten Überfall im Stadtteil Kumkapi wild gestikulierend zu Hilfe ruft, erweist sich als empfindliche Störung des perfekten Plans: Celal will den Räubern höchstpersönlich nachsetzen. Nur mühsam überzeugt ihn Rokko davon, dass hier allein die Polizei helfen könne. Als er Celal auf der Polizeiwache endlich abwimmeln kann, fehlt eigentlich nur noch das Protokoll für die Versicherung. Doch die türkischen Beamten hegen starke Zweifel an Rokkos Räuberpistole. Galatasaray erzielt den Ausgleich in Moskau, und Rokko kommt zusehends ins Schwitzen... hat der ungarische Geschichtslehrer Gabor nach langem Fußmarsch das Ziel des Jakob-Pilgerwegs erreicht, die Kathedrale von Santiago de Compostela. Ausgerechnet hier, im Angesicht der Puerta Santa, wird ihm die Digitalkamera gestohlen, in der alle Stationen der Pilgerreise dokumentiert sind. Der galizische Polizist Sargento Barreira allerdings bleibt gelassen: Die Plaza Quintana vor der Kathedrale ist kameraüberwacht. Es bleibt Zeit für ein Schwätzchen, ein Gläschen, eine Siesta. Vieles kommt dem melancholischen Ungarn dabei spanisch vor, und das seltsame Spanglish des Sargento ist auch nicht gerade einfach zu verstehen. In Moskau geht es in die Verlängerung, und die wahren Geschichten sind oft die unwahrscheinlichsten... läuft es in Berlin gar nicht gut für Claude und Rachida, ein französisches Straßenkünstlerpärchen. Die Begeisterung des Publikums ist zwar groß, aber die Einnahmen sind spärlich. Als auch noch ihr Auto kaputtgeht, sieht Claude die Zeit zum entschlossenen Handeln gekommen. Aber wo kann man sich in Berlin so glaubwürdig überfallen lassen, dass die Versicherung auch zahlt? Die eigenartigen Banlieus in Berlin erweisen sich in dieser Hinsicht als Enttäuschung. Vielversprechender wirkt da schon das multikulturell geprägte Kreuzberg. Rachida allerdings kann der Idee überhaupt nichts abgewinnen. Und während in Moskau das Elfmeterschießen die Entscheidung bringen muss, fährt in Kreuzberg eine Polizeistreife an einem sich heftig streitenden französischen Pärchen vorbei...

## Hintergründe
Die Dreharbeiten zum Film fanden im Sommer 2004 in Berlin, Moskau, Istanbul, Santiago de Compostela und auf dem Jakobsweg statt.
Die Filmpremiere erfolgte im Februar 2005 im Wettbewerb bei den Internationalen Filmfestspielen Berlin. Am 7. April 2005 erfolgte der deutschlandweite Kinostart. Die Deutsch-spanische Koproduktion kam in Deutschland (Verleih: Piffl-Medien), Spanien (Verleih: Notro Films), Russland (Verleih: Rusfilm), Großbritannien (Verleih: Peccadillo Pictures), Polen (Verleih: Gutek), Japan und anderen Ländern in die Kinos.
One Day in Europe ist der zweite Teil der sogenannten Berlin-Trilogie des Regisseurs Hannes Stöhr. Der erste Teil erschien im Jahr 2001 unter dem Titel Berlin is in Germany. Der dritte und letzte Teil erschien im Jahr 2008 unter dem Titel Berlin Calling.
Das Filmplakat wurde von Jim Avignon und Neil Reynolds entwickelt.
2005 wurde One Day in Europe als Film des Jahres beim Internationalen Karlspreis zu Aachen gezeigt. Der Film wurde in die Vorauswahl für den besten programmfüllenden Spielfilm beim Deutschen Filmpreis 2005 gewählt. Außerdem wurden Luidmila Svetkova für beste weibliche Nebenrolle und Miguel de Lira für beste männliche Nebenrolle nominiert.

## Rezeption
„Ein humorvoller Blick auf die Gegenwart bzw. Zukunft des vereinten Europas, dessen Spiel mit Klischees und Vorurteilen wirkliche oder vermeintliche Mentalitäten karikieren will.“

„In Hannes Stöhrs Episodenfilm "One Day in Europe" herrschen babylonische Zustände….. Stöhrs Film hat natürlich nicht die Absicht, statistisch korrekte und diplomatisch vertretbare Nationalcharaktere herauszupräparieren. Er will lediglich den komischen Mehrwert der kulturellen Differenzen abschöpfen, das Missverständnis als wichtigstes Globalisierungsphänomen etablieren und dessen gelegentliche Überwindung als einzig wahre paneuropäische Utopie ausrufen.“

„Es gibt keine vergleichbare Komödie wie die Komödie des kulturellen Missverständnisses.“

„Der überaus sympathische zweite Spielfilm des in Berlin lebenden Autors und Regisseurs Hannes Stoehr ist eindeutig von Jim Jarmuschs Komödie über fünf Taxifahrer in fünf internationalen Städten aus dem Jahr 1991 abgeleitet und handelt von vier Paaren ungleicher Europäer, die darum kämpfen, einander in mindestens sieben verstümmelten Sprachen zu verstehen…“

„..lustige Komödie über mangelnde Kommunikation in Europa…“

„‚One Day in Europe‘ ist eine Komödie über kulturelle und sprachliche Missverständnisse, die mit der Idee eines vereinten Europas spielt, in dem alle die gleiche einzigartige, einende Identität teilen.“